# Saria (imię)
Saria (deseret 𐐝𐐁𐐡𐐌𐐂) – imię żeńskie występujące w wyznaniach należących do ruchu świętych w dniach ostatnich (mormonów).

## Pochodzenie
Pochodzi z Księgi Mormona, jednego z pism świętych przynależnych do kanonu tej tradycji religijnej. Nosiła je w tym tekście żona Lehiego i jednocześnie matka jego dzieci, w tym Nefiego.

## Perspektywa historyczna
Pojawia się w źródłach historycznych już w początkach mormonizmu. Nosiły je chociażby matki misjonarzy mormońskich z przełomu XIX i XX stulecia, Anna Sariah Eager oraz Sariah Anna Johnson.

## Występowanie i popularność
Wśród świętych w dniach ostatnich jest rzadkim imieniem, wybieranym niechętnie. To ostatnie może wynikać z ograniczonej puli imion żeńskich, które wywieść można z Księgi Mormona. Innym powodem może być obecna w mormońskiej kulturze tendencja do nadawania córkom imion brzmiących dziewczęco. Zauważono, że imiona żeńskie obecne w Księdze Mormona zwyczajnie nie pasują do tego wzorca. Przypuszczano też, że znaczące kobiety mormonizmu, zarówno te z pism świętych jak i spoza nich, mają mniejszy wpływ na praktyki nazewnicze świętych w dniach ostatnich niż mężczyźni. Uznano ów fakt za zaskakujący, z uwagi na znaczną rolę kobiet w samym akcie wyboru imienia.
Jednocześnie, jako imię specyficznie mormońskie znalazło odbicie w kulturze Kościoła, z którego wierzeń wyrosło. Artykuł na łamach pisma „Friend” z maja 1994 wskazuje choćby, że imię zaczerpnięte z Księgi Mormona może być powodem do dumy oraz wywierać pozytywny wpływ na życie duchowe noszącego je człowieka.